# جشنواره بین‌المللی تئاتر لندن
جشنواره بین‌المللی تئاتر لندن (به انگلیسی: London International Festival of Theatre، به اختصار LIFT) یک جشنواره دوسالانه تئاتر، اجرا و رویدادهای فرهنگی است. این جشنواره همچنین از فعالیت‌های تمام سال در لندن حمایت می‌کند؛ این جشنواره را رز فنتون و لوسی نیل تأسیس کرده‌اند و نخستین جشنواره در سال ۱۹۸۱ برگزار شد، به این امید که «تئاتر بریتانیا را به چالش بکشد و پنجره‌ای به روی جهان بگشاید».
مدیر هنری کنونی جشنواره، کریس نلسون است.